# 덕수고등학교
덕수고등학교(德壽高等學校)는 대한민국 서울특별시 성동구와 송파구에 소재한 공립 고등학교이다. 
덕수상고가 있던 을지로6가 18-1에는 현재 두산타워가 들어서있다. 

## 학교 연혁
- 1910년 4월 13일 : 공립수하동실업보습학교 개교
- 1947년 5월 16일 : 덕수공립상업학교로 교명 변경
- 1951년 9월 1일 : 덕수상업고등학교로 교명 변경
- 1978년 2월 28일 : 서울특별시 성동구 행당동(구 서울교대) 교사로 이전
- 1994년 6월 1일 : 전산관 8개 교실 증축
- 1997년 2월 13일 : 덕수정보산업고등학교로 교명 변경
- 2002년 4월 8일 : 다목적 교육정보센터 덕수관 개관
- 2007년 3월 1일 : 덕수고등학교로 교명 변경
- 2008년 11월 12일 : 야구부 합숙소 개관식
- 2010년 11월 11일 : 잔디운동장 개장
- 2010년 12월 10일 : 덕수 백년관(역사관) 개관
- 2018년 2월 7일 : 제106회 졸업생(421명, 총 졸업생 41,802명)
- 2018년 3월 2일 : 제109회 입학식(특성화 141명, 일반계 99명 총 240명)
- 2022년 3월 2일 : 위례신도시 신축 교사로 이전 (기존 교사는 행당분교로 존치)
- 2024년 1월 5일 : 행당분교 졸업식 및 폐지

## 이전
일반계열은 2022년 서울 송파구에 위치한 위례신도시로 이전되었고, 특성화 학과는 기존 학생들이 졸업하는 2024년까지 기존 행당동 교사에 잔류 후 서울시내 타 특성화고에 흡수된다. 그리고 야구부는 위례신도시에서 야구장을 유지할 수 없어 교육청은 야구부는 존치한다는 방침이지만 존치가 어려워보인다는 우려가 많았다. 그러나 동문의 지원으로 하남시에 야구장을 지으면서 해결됐다.

## 설치 학과
- 컴퓨터정보과
- 글로벌경영과
- 금융회계과

## 참고 자료
- 덕수고등학교 - 한국교육학술정보원 학교알리미